# Sông Đắk Ba
Sông Đắk Ba hay suối Ba là phụ lưu của Đắk Drinh. Sông Đắk Ba chảy qua các tỉnh Quảng Nam và Quảng Ngãi .
Sông có chiều dài 31 km và diện tích lưu vực là 109 km² .